# Canton de Garches
Le canton de Garches est une ancienne division administrative française située dans le département des Hauts-de-Seine et la région Île-de-France.

## Représentation
| Période | Période          | Identité        | Étiquette    | Qualité |
| ------- | ---------------- | --------------- | ------------ | --- |
| 1967    | 1988 (démission) | Jacques Baumel  | UDR puis RPR | Publiciste Sénateur (1959-1967) Député (1967-2002) Maire de Rueil-Malmaison (1971-2004) Président du Conseil Général (1970-1973 et 1976-1982)                          |
| 1988    | 2007 (démission) | Jacques Gautier | RPR puis UMP | Conseiller d'entreprise maire de Garches depuis 1989 Député-Suppléant de Jacques Baumel (1988-2002) puis de Patrick Ollier (2002-2007) Sénateur (2007-2009, 2011-2016) |
| 2007    | 2015             | Yves Menel      | UMP          | Entrepreneur, adjoint au maire de Garches Vice-Président du Conseil Général Elu en 2015 dans le Canton de Rueil-Malmaison                                              |

## Composition
Le canton de Garches recouvrait la commune de Garches, ainsi que le sud de la commune de Rueil-Malmaison. Le nord et le centre de la commune de Rueil-Malmaison formaient le canton de Rueil-Malmaison.
| Communes                         | Population (2012) | Code postal | Code Insee |
| -------------------------------- | ----------------- | ----------- | ---------- |
| Garches                          | 18 157            | 92 380      | 92 033     |
| Rueil-Malmaison, commune entière | 78 112            | 92 500      | 92 063     |

## Démographie
| 1968 | 1975 | 1982 | 1990   | 1999   | 2006   | 2011   | 2012   |
| ---- | ---- | ---- | ------ | ------ | ------ | ------ | ------ |
| -    | -    | -    | 40 544 | 41 594 | 43 501 | 43 648 | 43 094 |